# Frid Muth

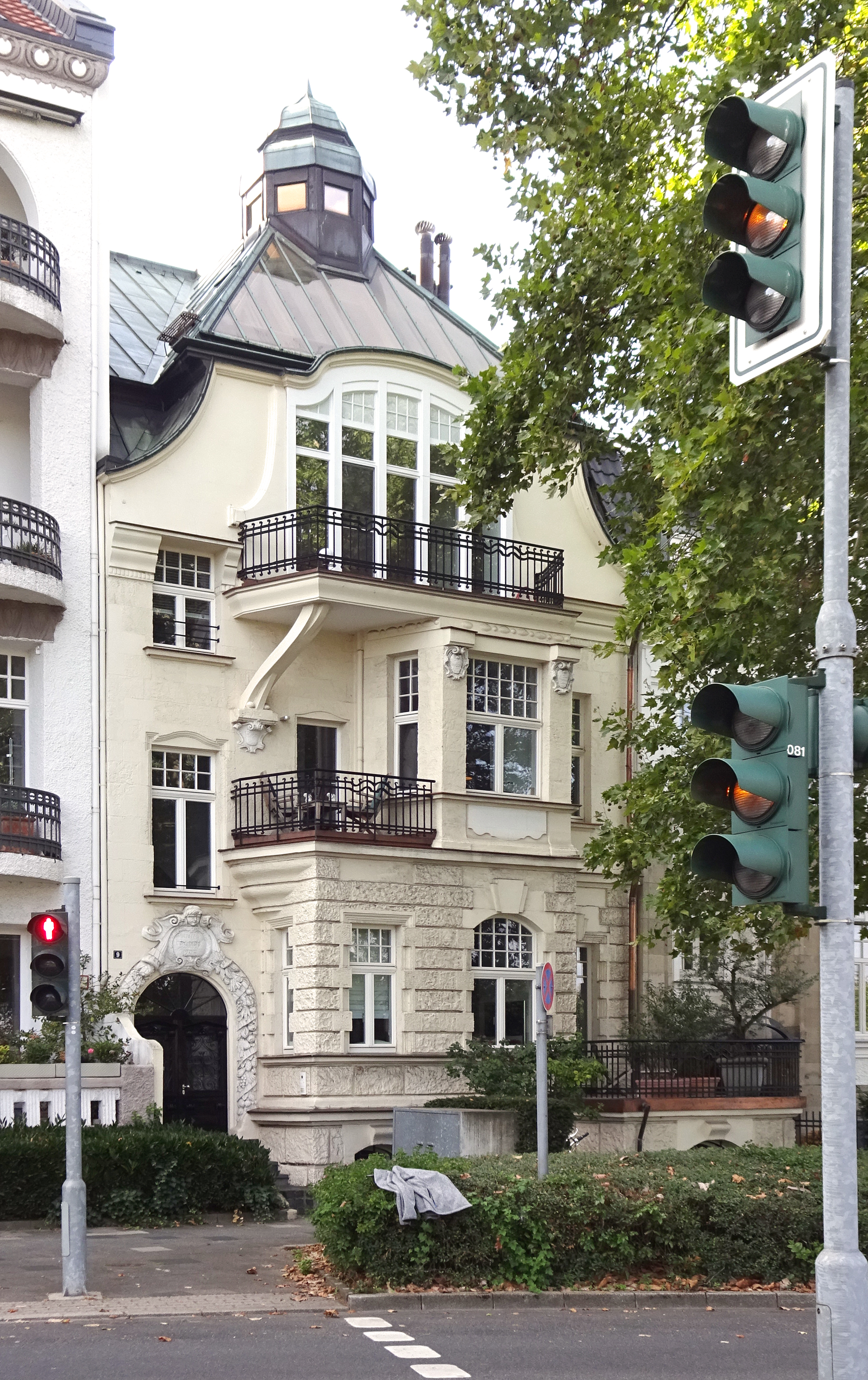
Erster Unternehmenssitz des Muth Verlag Düsseldorf

Frid Muth (* 21. Februar 1912 in Frankenthal; † 1996 in Baden-Baden) war ein deutscher Schriftleiter im Nationalsozialismus und späterer Unternehmer, Politiker (FDP), Verleger und Autor. Für sein politisches Wirken wurde ihm das Bundesverdienstkreuz verliehen.

## Leben und Wirken
Zunächst studierte er in Heidelberg und München Volkswirtschaft, Geschichte, Germanistik und Zeitungswissenschaften. In seiner Dissertation und anderen Publikationen zur Zeitungswissenschaft beteiligte er sich an der zeitgenössischen Debatte um den Beginn der Schriftgattung Zeitschrift. Er vertrat die Ansicht, dass diese nicht in Frankreich, sondern in Deutschland zuerst erschienen seien.
1939/40 war Muth Schriftleiter der Zeitschrift Der Kamerad am Westwall.
1965 gründete er in Düsseldorf den Muth Verlag und baute diesen nachhaltig auf. Das Verlagshaus befand sich zunächst in einer repräsentativen Villa am Kaiser-Friedrich-Ring 9 in Düsseldorf-Oberkassel. Darüber hinaus engagierte er sich politisch auf kommunaler Ebene für die FDP. Für dieses Engagement wurde ihm 1978 das Bundesverdienstkreuz am Bande verliehen. Er gilt generell als eine treibende Kraft bei der Gründung der Stadt Meerbusch und wird an vielen Stellen und auf vielen Veranstaltung auch heute noch zitiert und erwähnt. In seinem privaten Haus fand 1981 die Gründungsversammlung des Vereins Meerbuscher Kulturkreis e.V. statt. Er war verheiratet mit Dr. Lilo Muth und blieb bis zu seinem Tod Ehrenvorsitzender des Kulturvereins.

## Werke (Auswahl)
- Moselland. Ein Bildbericht, München 1942, Verlag Heinrich Hoffmann (Bildband mit Fotografien Hoffmanns)
- Gepanzerter Westen, Berlin 1939, Verl. für Sozialpolitik, Wirtschaft und Statistik.
- Das ist unser Krieg: vier Jahre Grenzlandarbeit der NSV im Westmarkgau Koblenz-Trier, Koblenz 1937.
- Das Wesensgefüge der deutschen Zeitschrift: Versuch einer Vorgeschichte der deutschen Zeitschrift, Würzburg 1937, Triltsch, V, 75 Seiten, Band 53 der Reihe Zeitung und Leben, Zugl.: München, Univ., Diss., 1937.